# 本間猛
本間 猛（ほんま たける、1963年 - ）は日本の英語学・英語教育学者。国際基督教大学にて学士、修士を取得。筑波大学博士課程単位取得。東京都立大学教授。音節などに関する研究を専門とする。

## 主な著書
- 『音節とモーラ』 （研究社 、2002 ）(窪薗晴夫と共著）